# Grenada County
Grenada County er et county i den amerikanske delstat Mississippi. Det samlede areal er 1 164 km², hvoraf 1 092 km² er land.
Amts hovedstaden er Grenada.
33°46′N 89°48′V / 33.77°N 89.8°V